# East Ham
East Ham – dzielnica Londynu, położona w środkowo-wschodniej części Wielkiego Londynu, w gminie London Borough of Newham. 
East Ham było wzmiankowane jako Hame w Domesday Book (1086).